# Valea Uțului
Valea Uțului – wieś w Rumunii, w okręgu Alba, w gminie Avram Iancu. W 2011 roku liczyła 37 mieszkańców.